# 余鵾翔
余鵾翔（1603年—1654年1月15日），字昌若，號誕北，湖廣辰州府辰溪縣人，明朝、南明政治人物。

## 生平
余鵾翔是天啟四年（1624年）甲子科舉人，天啟五年（1625年）聯捷進士，授金谿知縣，懲治侵吞官府金錢的縣吏朋黨，又突擊許灣盜賊巢穴擒拿寇匪，讓居民為他的智慧震驚。之後調任遂安，陞為戶部主事、員外郎，外任徽寧參議，再改官浙江、山東副使以及蘇松道參政。隆武帝繼位，余鵾翔獲任命為南京戶部右侍郎。永曆年間改任戶部，晉官兵部尚書，監督七省糧餉，和張嵋在雲南、貴州奔走。
永曆六年（1652年），南寧伯楊崑奉永曆帝詔令連絡浙江和南直隸義師，在安慶和尚書楊卓然、總督汪碩德、僉都御史葉士彥、僉都御史巡撫天津于在鎔、副使萬日吉等人被清朝政府抓獲擒，送往南京，次年（1653年）十一月二十八日，他和與汪碩德等七十二人一同遇害。

## 引用
1. ↑  陸圻《纖言》〈金陵七十三人〉條：癸巳年（順治十年），金陵獲楊鵾，為滇黔諜使，事洩被執，供攀進士山東耿玄度，名章光；湖廣余誕北，名鵾翔；萬允康，名日吉；准安蓼安朱，名曰升；巢縣葉無美，名士彥；舉人金沙于公冶，名在鎔；貢生周繼序，名金候；生員金陵許水樵，名諫；其餘不能悉載，共計七十二人。於是年十一月二十八日。同戮秣陵，亦云最慘矣！
2. 1 2  錢海岳《南明史·卷八十三·列傳第五十九》：永曆六年正月，楊崑自南寧奉敕印密招浙、直義旅，諸蠟丸定盟疏上，過安慶見執，連及（汪）碩德。五毒火灼體，不及他一人。七年十一月二十八日，從容賦詩，與耿章光、蔣思宸、朱日升、萬日吉、葉士彥、吳永功、堵道南等七十二人皆遇害，萬象瑞幸免。
3. 1 2 3  錢海岳《南明史·卷五十六·列傳第三十二》：余鵾翔，字誕北，辰溪人。天啟五年進士。授金谿知縣。縣吏朋奸侵牟官鏹，鵾翔至，悉抵法之。許灣故盜窟，鵾翔偽出水次，突搗其巢禽之，人驚為神。調遂溪【安】，洊遷戶部主事、員外郎，出為徽寧參議。歷浙江、山東副使，蘇嵩參政。紹宗立，南京戶部右侍郎。永曆時，召戶部，晉兵部尚書，督七省餉。與張嵋崎嶇滇、黔間。
4. ↑  乾隆《辰州府志·卷二十八·舉人表》：天啟四年甲子科……余鵾翔 乙丑進士
5. ↑  錢海岳《南明史·卷四·本紀第四》：（永曆六年）正月癸巳，……南寧伯楊崑齎敕連絡義師，事洩，與尚書楊卓然、總督汪碩德、僉都御史葉士彥、僉都御史巡撫天津于在鎔、副使萬日吉等死之。
6. ↑  錢海岳《南明史·卷五十六·列傳第三十二》：七年，以楊崑事連，被執南京，與萬日吉等同不屈，一門死。